# Des Helmore

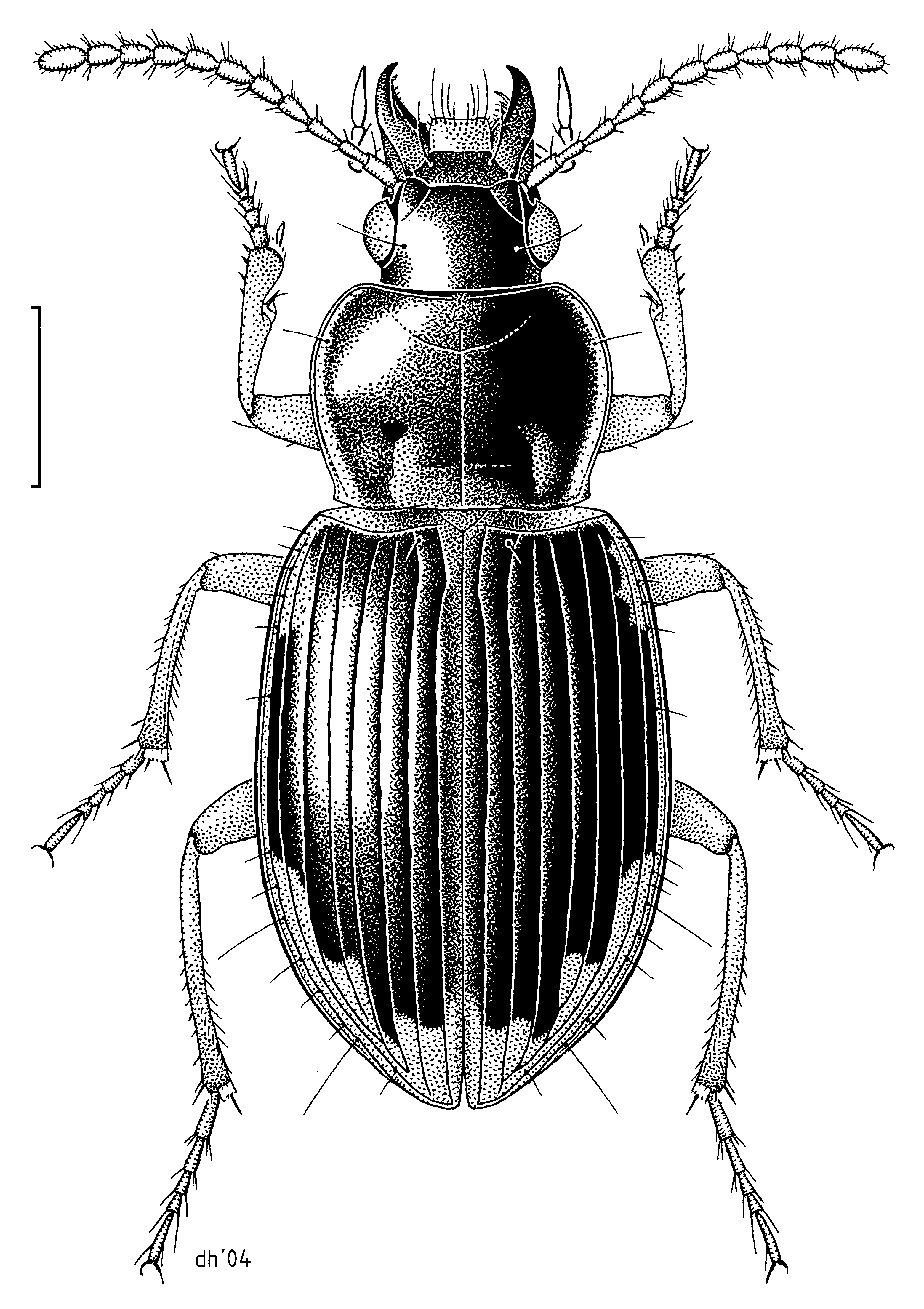
Lecanomerus sharpi, 2004, New Zealand Arthropod Collection

Desmond W. Helmore (Takapau, Región de Hawke's Bay, 1940) es un ilustrador cinetífico neozelandés conocido por sus dibujos de insectos publicados en papers entre 1976 y 2006.
Des Helmore vivió en un granja hasta los 12 años y se diplomó en bellas artes en la Ilam School of Fine Arts de Christchurch (Universidad de Canterbury). 
De 1966 a 1968 vivió en Londres y en 1975 en Auckland. Ha expuesto su obra en varios museos y galerías sobre todo de Nueva Zelanda.